# Fozzy
Fozzy är ett heavy metal-band från USA. Frontmannen Chris Jericho är en professionell brottare.
Många tror att Chris Jerichos entré låt i WWE Break the Walls Down är gjord av Fozzy. Men den är framförd av Anthony Martini.

## Medlemmar
Nuvarande medlemmar
- Chris Jericho – sång, piano (1999– )
- Rich Ward – sologitarr, bakgrundssång (1999– )
- Frank Fontsere – trummor, slagverk (1999–2005, 2009– )
- Billy Grey – gitarr, bakgrundssång (2002, 2010– )
- Jeff Rouse – basgitarr, bakgrundssång (2014– )

Tidigare medlemmar
- Shawn "Sports" Pop (Dan Dryden) – basgitarr, bakgrundssång (1999–2002)
- Ryan Mallam – rytmgitarr (1999–2004)
- Keith "Watty" Watson – basgitarr (2002–2004)
- Sean Delson – basgitarr (2004–2011)
- Mike Martin – sologitarr (2004–2010)
- Eric Sanders – trummor, slagverk (2005–2009)
- Paul Di Leo – basgitarr, bakgrundssång (2011–2014)

Turnerande medlemmar
- Mike Schneider – rytmgitarr (2001–2002)
- Simon Farmery – basgitarr (2011)
- Corey Lowery – basgitarr (2015)

## Diskografi
Studioalbum
- Fozzy (2000)
- Happenstance (2002)
- All That Remains (2005)
- Chasing the Grail (2010)
- Sin and Bones (2012)
- Do You Wanna Start a War (2014)
- Judas (2017)
- Boombox (2022)

Livealbum
- Remains Alive (2009)

Singlar
- "Enemy" (2004)
- "Enemy (radio)" (2005)
- "Sandpaper" (2012)
- "Lights Go Out" (2014)

Samlingsalbum
- Unreleased Rarities and Demos (2007)
- All That Remains: Reloaded (2008)

Videoalbum
- Unleashed, Uncensored, Unknown (2003)
- Live in the UK (2008)